# Hadromastax polynesica
Hadromastax polynesica is een pissebed uit de familie Hadromastacidae. De wetenschappelijke naam van de soort is voor het eerst geldig gepubliceerd in 1991 door Bruce & Mueller.